# Gali Ádám
Gali Ádám (Budapest, 1973. február 28.) Gábor Dénes-díjas, Lendület ösztöndíjas magyar fizikus, a Magyar Köztársasági Arany Érdemkereszt díjazottja. Fő területe a számítógépes anyagtudomány.

## Tanulmányai
Villamosmérnöki diplomáját a Budapesti Műszaki és Gazdaságtudományi Egyetemen szerezte 1996-ban. 1997-ben a Tempus Közalapítvány EU-s ösztöndíjával a Chemnitzi Egyetemen tanult. 2001-ben a BME Atomfizika Tanszékén doktori fokozatot szerzett. 2007–2009 között megszakításokkal a Harvard Egyetemen posztdoktori ösztöndíjasa. 2011-tól az MTA doktora, ugyanezen évben a BME-n habilitált.

## Szakmai tevékenysége
Kutatói tapasztalatát elsősorban a tömbi és nanoszerkezetű félvezetőkben található ponthibák ab-initio számítógépes anyagtudomány területén szerezte. 1999–2010 között oktatói és kutatói munkát végzett a BME-n. 2010-től csoportvezető az MTA Wigner Fizikai Kutatóközpont Szilárdtestfizikai és Optikai Intézetében.
2010-ben a Lendület program díjazottjaként kutatócsoportot hozott létre MTA WIGNER FK Lendület Félvezető Nanoszerkezetek Kutatócsoport néven. Összekapcsolt szimulációs és kísérleti munkájuk célja napelemekkel, biológiai jelzőrendszerekkel illetve kvantuminformatikával kapcsolatos alkalmazások támogatása újszerű anyagok kifejlesztésével, illetve biokompatibilis nanorészecskék előállítása.

## Díjai, elismerései
- Magyar Műszaki Haladásért Alapítvány ösztöndíja, 1994-1995 és 1995-1996
- Ferenczi György Alapítvány ifjúsági díja, 1996
- Akadémiai Ifjúsági díj, 2001
- Nemzetközi Gábor Dénes-díj, 2003
- MTA Talentum-díj, 2008
- MTA Bolyai-plakett, 2008
- Magyar Köztársasági Arany Érdemkereszt, 2008
- MTA Lendület program díjazottja, 2010[6]